# Trogopterus xanthipes
Trogopterus xanthipes là một loài động vật có vú trong họ Sóc, bộ Gặm nhấm. Loài này được Milne-Edwards mô tả năm 1867.